# Rallye de Grande-Bretagne 1970
Le Rallye de Grande-Bretagne 1970 (26th RAC International Rally), disputé du 13 au 18 novembre 1970, est la septième manche du Championnat international des marques 1970 (IRC), inauguré cette même année, et la dernière manche de la saison.

## Classement général
| Pos | No | Pilote             | Copilote            | Voiture                | Temps           | Écart         | Groupe |
| --- | -- | ------------------ | ------------------- | ---------------------- | --------------- | ------------- | ------ |
| 1   | 14 | Harry Källström    | Gunnar Häggbom      | Lancia Fulvia coupé HF | 9 h 01 min 50 s |               | 4      |
| 2   | 20 | Ove Eriksson       | Hans Johansson      | Opel Kadett Rallye     | 9 h 04 min 18 s | + 2 min 28 s  | 2      |
| 3   | 40 | Lillebror Nasenius | Björn Cederberg     | Opel Kadett Rallye     | 9 h 13 min 18 s | + 11 min 28 s | 2      |
| 4   | 34 | Jan Henriksson     | Lars-Erik Carlström | Opel Kadett Rallye     | 9 h 16 min 08 s | + 14 min 18 s | 2      |
| 5   | 35 | Andrew Cowan       | Hamish Cardno       | Alpine A110 1600 S     | 9 h 20 min 20 s | + 18 min 30 s | 4      |
| 6   | 30 | Gérard Larrousse   | Mike Wood           | Porsche 911 S          | 9 h 21 min 04 s | + 19 min 14 s | 4      |
| 7   | 18 | Rauno Aaltonen     | Paul Easter         | Datsun 240Z            | 9 h 27 min 19 s | + 25 min 29 s | 4      |
| 8   | 41 | Brian Culcheth     | Johnstone Syer      | Ford Escort TwinCam    | 9 h 40 min 53 s | + 39 min 03 s | 2      |
| 9   | 42 | Lasse Jonsson      | Alf Qvist           | Saab 96 V4             | 9 h 43 min 41 s | + 41 min 51 s | 2      |
| 10  | 95 | Jochi Kleint       | Hugo Röhr           | Ford Capri 2300 GT     | 9 h 50 min 33 s | + 48 min 43 s | 2      |